# 1924 год в телевидении
Список 1924 год в телевидении описывает события в телевидении, произошедшие в 1924 году.

## События

### Март
- 8 марта — Запущена ГТРК «Чувашия»[источник не указан 1270 дней] в качестве радиовещания (с 1961 года — телевещание).

### Сентябрь
- 29 сентября — Запущена ГТРК «Нижний Новгород»[источник не указан 1270 дней] в качестве радиовещания (с 1957 года — телевещание).

### Без точных дат
- Запущен телеканал NRK Møre og Romsdal.[источник не указан 1270 дней]